# آندرس چاوز
آندرس چاوز (انگلیسی: Andrés Chávez؛ زادهٔ ۲۱ مارس ۱۹۹۱) بازیکن فوتبال اهل آرژانتین است.
از باشگاه‌هایی که در آن بازی کرده‌است می‌توان به باشگاه فوتبال بارسلونا و باشگاه فوتبال بارسلونا بی اشاره کرد.